# Perfil (álbum de Zé Ramalho)
Perfil é uma coletânea do cantor brasileiro Zé Ramalho, lançada em 2002. Faz parte da série Perfil da Som Livre.
Ganhou certificado de disco de Ouro em 2003 pelas mais de 100.000 mil cópias vendidas.

## Faixas
Todas as músicas foram escritas por Zé Ramalho, exceto onde estiver indicado.
1. "Admirável Gado Novo" – 4:54
2. "Mistérios da Meia-Noite" – 3:20
3. "Avôhai" – 4:57
4. "Frevo Mulher" – 4:36
5. Pot-pourri – 3:43
  - "Baião" (Luiz Gonzaga, Humberto Teixeira)
  - "Imbalança" (Luiz Gonzaga, Zé Dantas)
  - "Asa Branca" (Luiz Gonzaga, Humberto Teixeira)
6. "Vila do Sossego" – 3:52
7. "A Dança das Borboletas" (Alceu Valença, Zé Ramalho) – 5:22
8. "A Peleja do Diabo com o Dono do Céu" – 4:11
9. "Bicho de 7 Cabeças" – 2:23
10. "Ave de Prata" – 2:43
11. "Pelo Vinho e Pelo Pão" – 3:20
12. "Kryptonia" – 4:48
13. "Garoto de Aluguel" – 3:04
14. "Eternas Ondas" – 5:01